# Joachim Wendt (Fußballspieler)
Joachim Wendt (* 16. April 1939) ist ein ehemaliger deutscher Fußballspieler. Er war Fußballtorwart beim SC Einheit Dresden und bestritt zwei Spielzeiten in der DDR-Oberliga, der höchsten Liga im DDR-Fußball.

## Sportliche Laufbahn
In der Saison 1960 (Kalenderjahr-Spielzeit) war der 21-jährige Joachim Wendt erstmals Ersatztorwart beim SC Einheit Dresden hinter dem sechs Jahre älteren Wolfgang Großstück. Nachdem Wendt schon in der Hinrunde in zwei Oberligaspielen für Großstück eingewechselt worden war, vertrat er diesen in allen 13 Rückrundenspielen jeweils über die volle Spieldauer. 1961 kehrte der DDR-Fußball zur Sommer-Frühjahr-Saison zurück, dazu mussten in der Oberliga vom März 1961 bis Juni 1962 39 Spiele ausgetragen werden. In den ersten 14 Punktspielen ließ Trainer Gottfried Eisler beide Torhüter von Spieltag zu Spieltag wechseln, sodass Wendt in dieser Zeit wie Großstück auf jeweils sieben Oberligaeinsätze kam. Danach schien Eisler wieder an Großstück festhalten zu wollen, denn er stellte ihn dreimal hintereinander ins Tor. Da Großstück vom 18. bis zum 24. Spieltag eine Sperre absitzen musste, stand in dieser Zeit wieder Wendt im Tor. Nach Ablauf seiner Sperre bestritt dann Großstück die restlichen Oberligaspiele. Wendt hatte am Ende 14 Einsätze aufzuweisen. Der SC Einheit schloss die Saison 1961/62 als Absteiger in die DDR-Liga ab. Dort bestritt Joachim Wendt noch drei Spielzeiten, in denen er Großstück endgültig als Stammtorwart ablöste. Von den in dieser Zeit ausgetragenen 86 Ligaspielen absolvierte Wendt 77 Partien. Nach dem Ende der Spielzeit 1964/65 verabschiedete er sich 26-jährig aus dem höheren Fußball-Ligenbereich.